# Arenal (Vigo)

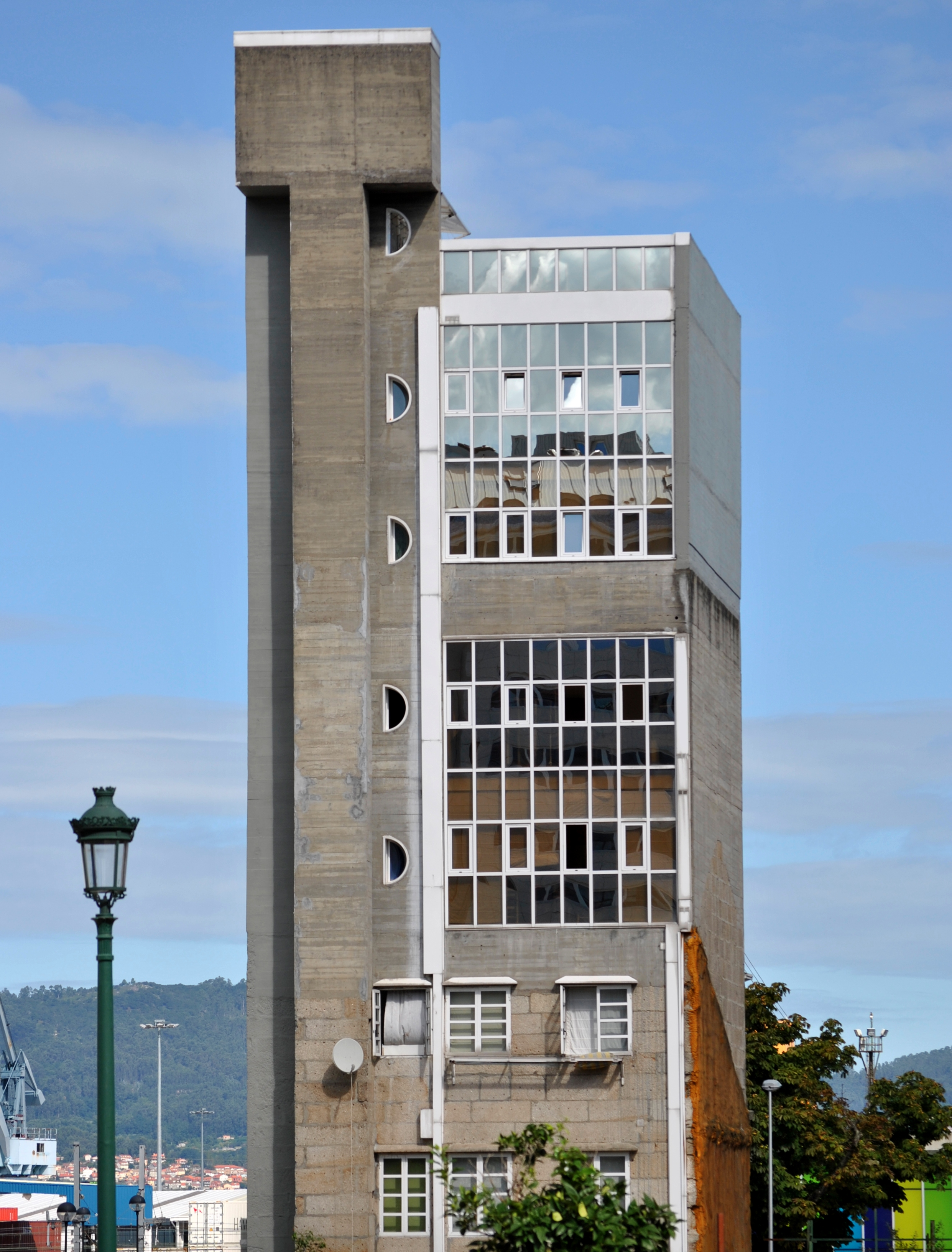
Arenal número 110.

El Arenal es un barrio urbano de la ciudad española de Vigo, situado en la antigua parroquia de Santiago de Vigo. Recibe esta denominación por haber albergado, antes de los rellenos de ampliación del puerto de Vigo, una playa en forma de media luna.

## Historia

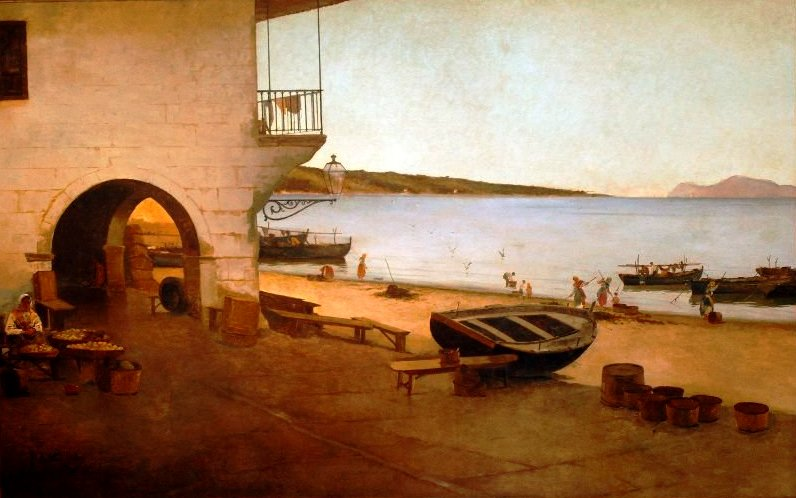
Ilustración del barrio del Arenal, con la playa anterior a los rellenos portuarios y una arquitectura típica del litoral vigués (que también puede encontrarse en barrios marineros como el del Berbés), con soportales y balcones. Juan Martínez Abades, 1892.

El barrio del Arenal, a diferencia del uso residencial actual, comenzó siendo un barrio industrial y manufacturero. Durante el siglo XVIII, varias familias catalanas, principalmente de Barcelona y sobre todo de la Costa Brava (Gerona), se trasladaron a la ciudad, donde instalaron diferentes fábricas de salazón. Se estima que llegaron a la ciudad unos 15 000 catalanes. Por este motivo, el barrio fue conocido durante varias décadas como Barrio de los Catalanes. También recibió otras denominaciones, como Arenal de las Monjas; y la calle homónima tuvo también otros nombres como Sagasta, Nicolás Salmerón o Felipe Sánchez.
Esta inmigración catalana se asentó principalmente en el barrio, donde no solo construyeron las fábricas de salazón, sino que también establecieron allí sus domicilios y locales comerciales. El barrio comenzó a crecer hacia el este del entorno amurallado de la ciudad vieja, configurándose como uno de los arrabales litorales junto con el barrio del Berbés. El Arenal, llamado así por la presencia de una larga playa arenosa, de fácil fondeo y acceso para las embarcaciones que comerciaban con pescado —especialmente sardinas—, recibió un gran impulso con la llegada de estas familias catalanas, conocidas popularmente como fomentadores o promotores. Su llegada trajo consigo una serie de cambios industriales y sociológicos en la zona: la jávega, una red de arrastre de origen árabe de entre 300 y 600 metros; nuevas técnicas mediterráneas de salazón, como la salmuera; o las traíñas, unas redes voluminosas que requerían grandes embarcaciones de remo para su uso.
Uno de los primeros empresarios o fomentadores que llegó a la ciudad fue Buenaventura Marcó del Pont en el siglo XVIII, y posteriormente llegaron otros como Miguel Buch, Dalmau, Ferrer, Solá, José Roura i Sala, Vicente Fábregas, Juan Escofet, Zenón Curbera, Ignacio Raich o Miguel Safons.
El barrio se desarrolló de manera lineal, con una larga calle principal que recorría el litoral.
Con el paso de los años, las fábricas de salazón se transformaron en conserveras y otras industrias auxiliares.
En 1853 se llevó a cabo el primer relleno de una pequeña zona del arenal, donde hoy se encuentra la primera fila de edificios. Desde entonces, se realizaron nuevos rellenos hacia A Laxe y otras localizaciones del litoral vigués, hasta que ya en la década de 1930 se produjo el segundo gran relleno del Arenal, que supuso la desaparición de la playa. Finalmente, la dársena de Guixar se terminó en 1964, y en 1988 se completó el relleno del litoral, con lo que se avanzó 400 metros hacia el mar y se ganaron 150 000 metros cuadrados de superficie.